# Deutsche Unihockey-Kleinfeldmeisterschaft 2009 (Frauen)
Die deutsche Unihockey-Kleinfeldmeisterschaft der Frauen wurde 2009 zum zweiten Mal ausgetragen. Die Meisterschaft wurde am 23. und 24. Mai 2009 in Wyk auf Föhr (Schleswig-Holstein) ausgespielt.

## Qualifikation
Es nahmen nur sechs statt geplant acht Mannschaften an der Endrunde um die deutsche Meisterschaft teil, da die beiden qualifizierten Vereine aus der Region Ost ihre Teilnahme absagten. Die sechs Teams wurden in zwei Vorrundengruppen eingeteilt.

## Vorrunde

### Gruppe A
| Verein                | Sp | S | U | N | +  | -  | Pkt |
| --------------------- | -- | - | - | - | -- | -- | --- |
| Floorball Butzbach 04 | 2  | 1 | 1 | 0 | 12 | 6  | 3   |
| TV Eiche Horn         | 2  | 1 | 1 | 1 | 6  | 3  | 3   |
| SG Kiel/Preetz        | 2  | 0 | 0 | 2 | 14 | 17 | 0   |

| SG Kiel/Preetz | 4 | – | 10 | Floorball Butzbach 04 | 23. Mai 2009 | 14:00 Uhr |

| TV Eiche Horn | 4 | – | 1 | SG Kiel/Preetz | 23. Mai 2009 | 16:00 Uhr |

| Floorball Butzbach 04 | 2 | – | 2 | TV Eiche Horn | 23. Mai 2009 | 18:00 Uhr |

### Gruppe B
| Verein             | Sp | S | U | N | +  | -  | Pkt |
| ------------------ | -- | - | - | - | -- | -- | --- |
| VfR Seebergen      | 2  | 2 | 0 | 0 | 15 | 5  | 4   |
| Wyker TB           | 2  | 1 | 0 | 1 | 12 | 7  | 2   |
| SG Bonn/Heidelberg | 2  | 0 | 0 | 2 | 3  | 18 | 0   |

| Wyker TB | 8 | – | 2 | SG Bonn/Heidelberg | 23. Mai 2009 | 15:00 Uhr |

| SG Bonn/Heidelberg | 1 | – | 10 | VfR Seebergen | 23. Mai 2009 | 17:00 Uhr |

| VfR Seebergen | 5 | – | 4 | Wyker TB | 23. Mai 2009 | 19:00 Uhr |

## Finalrunde

### Halbfinale
| Floorball Butzbach 04 | 4 | – | 9 | Wyker TB | 24. Mai 2009 | 09:00 Uhr |

| VfR Seebergen | 5 | – | 2 | TV Eiche Horn | 24. Mai 2009 | 10:15 Uhr |

### Spiel um Platz 5
| SG Kiel/Preetz | 4 | – | 3 | SG Bonn/Heidelberg | 24. Mai 2009 | 11:30 Uhr |

### Kleines Finale
| Floorball Butzbach 04 | 5 | – | 4 | TV Eiche Horn | 24. Mai 2009 | 12:45 Uhr |

### Finale
| Wyker TB | 1 | – | 2 | VfR Seebergen | 24. Mai 2009 | 14:00 Uhr |

## Abschlussplatzierungen
| Kleinfeldmeisterschaft 2009 (Frauen) | Kleinfeldmeisterschaft 2009 (Frauen) |
| ------------------------------------ | ------------------------------------ |
| Platz 1                              | VfR Seebergen                        |
| Platz 2                              | Wyker TB                             |
| Platz 3                              | Floorball Butzbach 04                |
| Platz 4                              | TV Eiche Horn                        |
| Platz 5                              | SG Kiel/Preetz                       |
| Platz 6                              | SG Bonn/Heidelberg                   |